# ドルゴン
ドルゴン（満洲語:ᡩᠣᡵᡤᠣᠨ, ラテン文字転写: dorgon、多爾袞、万暦40年10月25日（1612年11月17日） - 順治7年12月9日（1650年12月31日））は、後金から清初の皇族。清初の皇父摂政王、睿親王。甥にあたる順治帝の摂政となり、清が中華王朝となるにあたって指導力を発揮し、大きな役割を果たした。養子にドルボ（同母弟のドドの五男）がいる。

## 生涯
太祖ヌルハチの第14子として生まれる。母は太祖の4番目の正妃であるウラナラ氏出身のアバハイで、太祖が崩御した際には殉死を命じられるも、ハーン位を継いだ異母兄の太宗ホンタイジの下でモンゴルのチャハル部を討つことに功績を挙げ、族内の実力者となった。

### 皇父摂政王
崇徳8年（1643年）に太宗が崩御すると皇位をめぐって、ドルゴンおよびその同母兄弟である英郡王アジゲと豫親王ドドの一派と、太宗の長男の粛親王ホーゲを支持する一派に分かれて対立した。結局、清が二分することを避けるためにドルゴンとホーゲの両者は皇位に就かず、太宗の第9子であるフリンが6歳で即位した（順治帝）。順治年間初期にドルゴンは摂政王として実権を握った。ヌルハチの弟のシュルハチの子のジルガランも共同の摂政に立てられたが、ドルゴンによって排除されていった。
順治帝の即位後もドルゴンとホーゲの対立は収まらず、順治元年（1644年）4月1日には、ホーゲが自分を誹謗しているのを耳にしたドルゴンが、「ホーゲが謀反を企んでいる」と上奏した。幼い順治帝は兄を助けようと泣いて命乞いし、罰金刑だけですんだ。その後、権力を拡大したドルゴンは順治4年（1647年）、ジルガランから摂政王の位を剥奪し、代わりに自分の同母兄弟のドドやアジゲなどの近親者を要職につけて固めた。翌順治5年（1648年）にはジルガランを郡王に格下げにしている。
ホーゲはドルゴンから冷遇されるも戦場で功績を重ね、張献忠を倒すなど抜群の戦績を挙げた。これを不愉快に思ったドルゴンは再び謀反の罪で殺そうとした。順治帝は一歩も譲らず「処刑は認めない」と毅然たる態度を示したものの、ホーゲは冤罪で捕らえられ、順治5年（1648年）に獄死した。ホーゲとジルガランを排したドルゴンは権力をさらに増し、横暴が目立つようになった。自身の称号は「摂政王」から「叔父摂政王」、順治2年（1645年）に「皇叔父摂政王」、順治5年（1648年）からは「皇父摂政王」を称している。また、ホーゲ死後にその側室の1人（ボルジギト氏）を自分の側妃とした。

### 清の入関
順治元年（1644年）に明が順の李自成によって滅ぼされると、対清の最前線である山海関の守将であった呉三桂は清に対して、李自成を討つための援軍を求めた。これに応えたドルゴンは、自分と兄弟たちの支配下にある軍と皇帝直属軍を率いて南下し、順軍を破った。順軍が敗走した後に北京に入城した清軍は、自殺した明の崇禎帝を厚く弔い、減税・特赦を行うなど明の遺民の心情を慰める一方で、満洲族の風習である辮髪を漢民族に強制し、「髪を留める者（頭を剃らない）は首を留めず」と言われるような苛烈な政策で支配を固めた。

### 最期
順治7年（1650年）、ドルゴンは狩猟中に薨去した。順治帝及び臣下は東直門の外まで喪服を着て棺を出迎え、懋徳修道広業定功安民立政誠敬義皇帝と諡され、成宗の廟号を与えられた。皇帝でもないのに「宗」のつく号を送られるのは異例であった。
ドルゴンが薨去すると、それまで押さえつけられていた反ドルゴン勢力の不満が一気に噴出した。順治帝はほどなく、ドルゴンに大逆などの罪があったとして、順治8年（1651年）2月22日、ドルゴンの罪を暴く書状の全国に公布した。罪状として以下の数々が挙げられた。
- 共同の摂政としてジルガランがいたのにもかかわらず、ドルゴンは権力を独占してジルガランを政治に参加させず、自分に近しいドドを輔政叔王[6]にした。
- 皇父摂政王を勝手に名乗った。[7]
- 自分の用いる儀仗・音楽・侍衛を皇帝と同じようにした。
- 摂政王府の造営を皇帝の宮殿と同じようにした。
- 摂政王府の財産を勝手に使い、国家の財産を皇帝に差し出さず私物とした。
- 皇帝の侍従たちを勝手に自分の旗下に入れた。
- ホーゲに死を迫り、その側室を自分の側室とした。
- 皇父摂政王旨を乱用した。
- 官吏を気ままに重用したり左遷したりした。
- 皇帝の服装をした。

順治8年（1651年）に、ドルゴンの爵位を剥奪して宗室から除名し、財産を没収。墓を暴いて屍を斬首に処した。
乾隆43年（1778年）に王号と名誉が回復され、忠の諡を贈られた。
ドルゴン薨去後の厳しい処置については、野史では孝荘文皇后がドルゴンに嫁いだとされており、幼少期から漢文化に傾倒していた順治帝は叔父と母の行動を許せなかったため、死後のドルゴンに対して苛酷に当たったのではないかとされている。後金時代までの満洲人の間では兄が死んだ後に弟が兄嫁を娶ること（レビラト婚）は普通に行われていたが、ホンタイジの時代にレビラト婚を禁じる布告がなされており 清朝期に漢人の風習の影響を受けて恥となったとしていると、ある歴史学者は認めている。しかし、ドルゴン降嫁の事実は嘘であるということで、当時の歴史学者は正史に記載しておらず、漢人が満洲人の支配に反発してデマを流したとされる。

## ドルゴンと日本
順治元年（1644年）11月国田兵右衛門ら15人がポシェト湾（当時は清国領）に漂着した。そこで現地人に囚われ、一行は、北京に連行された。その後、ドルゴンに拝見し、国田兵右衛門らは、北京に1年ほど滞在し、順治二年（1645年）11月に北京を離れ、朝鮮経由で日本に帰っている。ドルゴンは親しく漂流民に声をかけて、不憫に思い、帰国に協力している。これは日本と鄭成功（母が日本人）への牽制のためでもあった。

## 家族
ドルゴンは死後に敬孝義皇后と諡号した嫡福晋(正妃)のボルジギト（博爾済吉特）氏の他に数人の福晋を娶っている。
最後に娶った福晋である義順公主は朝鮮王室出身で、父方からは成宗の玄孫の娘にあたり、世宗の曾孫である王族湖川君李玉根の玄孫にあたる。
実子は側福晋李氏(義順公主が侍女として連れてきた朝鮮王族李世緒（李仕緒とも）の娘)が産んだ娘の東我一人のみで、同母弟ドドの五男ドルボを養子にした。
また、2005年、広州に住むとある男性がドルゴンの十世孫であると主張し、ドルゴンの称号が剥奪された後、彼の家族はそれを公表することを敢えてしなかったと主張した。しかし、満洲の専門家と愛新覚羅一族の子孫は、彼の信憑性を公に疑問視した。

## 登場作品
小説
- 井上祐美子『海東青 摂政王ドルゴン』
- 金庸『碧血剣』
- 司馬遼太郎『韃靼疾風録』
- 中嶌正英（原案 田中芳樹）『黄土の夢』

テレビドラマ
- 『大命』（1981年、韓国、演：ユ・ジョングン）
- 『碧血劍（中国語版）』（1985年、香港、演：甘国衛）
- 『孝荘秘史』（2002年、中国、日本未公開、演：馬景涛）
- 『大清風雲（中国語版）』（2006年、中国、演：チャン・フォンイー）
- 『碧血剣』（2007年、中国、演：バー・イン（中国語版））
- 『宮廷の泪・山河の恋』（2012年、中国、演：ハン・ドン）
- 『皇后の記（中国語版）』（2015年、中国、演：ゴン・ラー（中国語版））
- 「袁崇煥」(2018年、中国、日本未公開、演：譚笑)
- 『王家の愛-侍女と王子たち-（中国語版）』（2018年、中国、演：イエン・イークァン）